# Zonopterus rugosus
Zonopterus rugosus är en skalbaggsart som beskrevs av Aurivillius 1922. Zonopterus rugosus ingår i släktet Zonopterus och familjen långhorningar. Inga underarter finns listade i Catalogue of Life.